# Monhystera elegantula
Monhystera elegantula är en rundmaskart som beskrevs av Stekhoven. Monhystera elegantula ingår i släktet Monhystera och familjen Monhysteridae. Inga underarter finns listade i Catalogue of Life.